# Karl Hampe
Karl Ludwig Hampe (3 de fevereiro de 1869 - 14 de fevereiro de 1936) foi um historiador alemão da Idade Média, particularmente a história do Sacro Império Romano na Alta Idade Média.
Hampe nasceu em Bremen e se formou em Berlim em 1893. Após a formatura, ele passou cinco anos como funcionário da Monumenta Historica Germaniae. Em Bonn, Hampe conheceu sua posterior esposa Charlotte Rauff, filha do geólogo de Heidelberg, Hermann Rauff. Em 2 de março de 1903, aos 34 anos, ele se casou com Rauff, de 19 anos. Eles tiveram quatro filhos e três filhas. Entre eles, o arquiteto Hermann Hampe e o arqueólogo Roland Hampe. Em 1903, foi nomeado professor de história medieval e ciências auxiliares históricas na Universidade Ruprecht Karl de Heidelberg. Em 1924/25, atuou como reitor da universidade. Hampe permaneceu em Heidelberg até 1933, quando se recusou a cooperar com a crescente pressão exercida sobre as universidades pelo novo governo nazista da Alemanha e renunciou ao cargo de professor. Ele morreu em Heidelberg.

## Trabalhos publicados
As principais obras históricas de Hampe incluem Deutsche Kaisergeschichte in der Zeit der Salier e Staufer, posteriormente traduzido para o inglês e publicado como "Alemanha sob os imperadores Salian e Hohenstaufen" (1974). Outros trabalhos significativos de Hampe incluem:
- Geschichte Konradins von Hohenstaufen, 1893 – História da Conradino de Hohenstaufen.
- Kaiser Friedrich II., Der Hohenstaufe, 1899 – Kaiser Friederico II.
- Mittelalterliche Geschichte, 1922 – História medieval.
- Die Aktenstücke zum Frieden von S. Germano 1230, 1926 – Documentos arquivados associados à Paz de San Germano 1230.
- Herrschergestalten des deutschen Mittelalters, 1927 – Figuras dominantes da Idade Média alemã.
- Das Hochmittelalter. Geschichte des Abendlandes von 900 bis 1250 , 1932 – Alta Idade Média. História do Ocidente entre 900-1250.[4]